# Escadabius schubarti
Escadabius schubarti is een hooiwagen uit de familie Escadabiidae.